# 1916年澤西海岸鯊魚襲擊事件

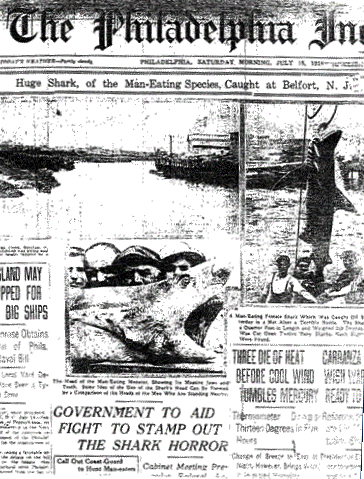
《費城詢問報》报道食人鲨在泽西海岸对开海面被捕获的情形。

1916年泽西海岸鲨鱼袭击事件指1916年7月1日到12日间在美国新泽西州沿岸地区发生的一连串鲨鱼袭击事件，造成4人遇害，1人受伤。时值炎夏致命热浪来袭，脊髓灰质炎疫情肆虐，数千位民众驱车来到泽西海岸沿岸的度假村避暑。自1916年起，学界一直就涉事鲨鱼品种及动物数量展开辩论，其中大白鲨和公牛鲨最常被提到。
民众及国家层面对鲨鱼事件产生了恐慌，引起新泽西州滨海社区积极开展猎鲨活动，势要消灭“食人鲨”种群，保护当地经济。度假村纷纷关闭公共沙滩，设置铁网保护游泳人士。事件也促使鱼类学家重新评估对鲨鱼能力和鲨鱼攻击性质的普通认知，颠覆科学界此前靠猜想和推测得来的鲨鱼知识。
事件也受到美国流行文化的关注，鲨鱼在政治讽刺画中成为危险的象征。历史频道、国家地理频道和探索频道推出探讨袭击事件的纪录片，包括2004年《恐怖12天》和2009年鲨鱼週节目《水里的血》。

## 事件过程

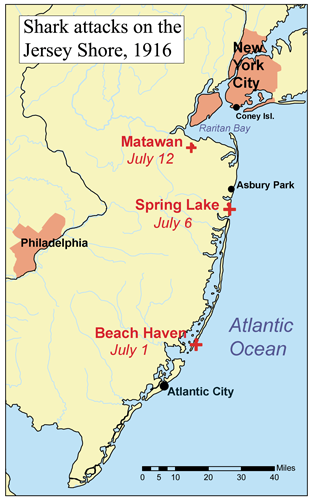
事件地点地图

1916年7月1日到12日，新泽西州沿岸地区有5人遭遇鲨鱼袭击，仅一人生还。第一起袭击发生在7月1日星期六，地点在沙滩天堂，新泽西南岸离岛长滩岛的一个度假小镇。28岁的费城人查尔斯·埃普廷·范桑特（Charles Epting Vansant）正和家人在恩格尔赛德酒店度假。晚饭前，范桑特决定进大西洋稍微游个泳，随行的乞沙比克獵犬在沙滩山玩耍。刚入水没多久，范桑特就大叫起来。游泳的人认为他在叫狗，实际上是鲨鱼咬住了他的双腿。据救生员亚历山大·奥特（Alexander Ott）和旁观者谢里丹·泰勒（Sheridan Taylor）表示，他们把流着血的范桑特从水里拉上岸的时候，鲨鱼在后面跟着他。范桑特左腿被活活扯掉，当晚6点45分因流血过多死在酒店经理的桌子上。
虽然发生了鲨鱼咬人事件，泽西海岸的沙滩还是维持开放。进入纽华克和纽约港的船长目击到大群鲨鱼游离海岸，但有关报告被无视。第二次袭击发生在7月6日星期四，地点是沙滩天堂西北45英里（72）处的春湖。受害者是27岁的查尔斯·布鲁德（Charles Bruder），瑞士人，埃塞克斯和苏塞克斯酒店（Essex & Sussex Hotel）侍应员领班。布鲁德在离海岸130碼（120）处游泳时被袭击，腹部被咬，双腿严重受伤，鲜血染红海水。听到尖叫声后，一名女性向两名救生员通报情况，说一条船体红色的独木舟倾覆，浮在水面上。救生员克里斯·安德森（Chris Anderson）和乔治·怀特（George White）划救生艇游到布鲁德旁边，发现他被鲨鱼咬伤。两人合力把他拉上岸，他最终在上岸的过程中失血过多而死。《纽约时报》表示，布鲁德的残肢被带上岸后，有几位女性吓得昏了过去。苏塞克斯酒店与邻近酒店的住客和员工纷纷为布鲁德在瑞士的母亲筹集善款。
接下来两起袭击事件都发生在7月12日星期三，地点在新泽西州钥匙镇附近的马塔万溪，位于春湖以北30英里（48）处、拉里坦湾内陆。马塔万镇风貌类似美国中西部城镇，而非临近大西洋的滨海度假村。从位置上看，马塔万镇不太可能成为鲨鱼和人类接触的地方。住在马塔万的船长托马斯·科特雷尔（Thomas Cottrell）在小溪发现一头8英尺（2.4）长的鲨鱼，但被镇民无视。当天下午2点，11岁的莱斯特·斯迪威尔（Lester Stilwell）和一群男孩在溪边玩耍，其中一个男孩还带条小狗陪他们一起游泳。在名叫“威科夫码头”（Wyckoff Dock）的地方，他们看到“风化黑色木板或原木”之类的东西，背鰭出现在水里，马上就意识到这是鲨鱼。就在快要爬上岸的时候，斯迪威尔被鲨鱼拖进水里。男孩们跑到镇上寻求帮助，24岁当地商人华生·斯坦利·费舍尔和几个男人前去调查。费舍尔和其他人潜入小溪，找到斯迪威尔的尸体，一开始以为他癫痫发作溺水而死。将男孩的尸体带上岸后，费舍尔当着众人的面被鲨鱼咬伤，斯迪威尔尸体不知所踪。费舍尔右大腿严重受伤，最终当晚5点30分在长枝蒙茅斯纪念医院（Monmouth Memorial Hospital）失血过多而死。斯迪威尔尸体后来于7月14日在威科夫码头上流150英尺（46）处发现。
最后一名受害者是14岁的纽约男孩约瑟夫·邓恩（Joseph Dunn），斯迪威尔和费舍尔遇袭后不到半个小时在威科夫码头半英里处被袭，左腿被鲨鱼咬伤，但在兄弟和朋友与鲨鱼殊死搏斗之下救回。后来他被送到新不伦瑞克圣彼得大学医院，1916年9月15日康复出院。

## 各方反应
随着全国媒体争相来到天堂沙滩、春湖和马塔万镇报道泽西海岸的袭击事件，大众对鲨鱼产生恐慌心理。记者迈克尔·卡普佐认为恐慌情绪“是美国历史上前所未有的”，“传遍了纽约和新泽西海岸，在电话、无线电报、信函和明信片的帮助下传播开来”。
天堂沙滩最初的事件发生后，科学家和媒体不太愿意把查尔斯·范桑特的死归咎于鲨鱼。《纽约时报》称范桑特“冲浪的时候被一条鱼严重咬伤，这条鱼可能是鲨鱼”。尽管如此，宾夕法尼亚州的国家渔业专员、费城水族馆前馆长詹姆斯·M·梅罕（James M. Meehan）还是在《费城公共纪事报》上断言鲨鱼是在猎食狗的时候误咬了范桑特，刻意淡化了鲨鱼对人类构成的威胁：
尽管最近有查尔斯·范桑特遇害、两条鲨鱼在附近被捕获的事件，我还是觉得大家不应该因为担心食人鲨而犹豫要不要在沙滩上游泳。由于有关鲨鱼的情报还不确定，我很难相信食人鲨咬了范桑特。当时范桑特带着小狗一起冲浪，小鲨鱼可能在水位升高的时候漂了过来，被潮水淹没。小鲨鱼不能游快点，加上饿着肚子，所以就咬了那条狗，咬了路过的人。
相比之下，媒体对第二次袭击的反应更为耸人听闻。《波士顿先驱报》、《芝加哥太阳报》、《费城询问报》、《华盛顿邮报》和《旧金山纪事报》将报道放在头版。《纽约时报》的头条标题写着“鲨鱼在泽西海滩杀死了日光浴者”（Shark Kills Bather Off Jersey Beach）。日益增长的恐慌情绪让新泽西度假业者损失25万美元旅游收入（2024为7,200,000），部分地区日光浴游客下降了75%。
1916年7月8日，事件新闻发布会在美国自然史博物馆举行，科学家弗雷德里克·奥古斯都·卢卡斯、约翰·特雷德威尔·尼科尔斯和罗伯特·库什曼·墨菲亲自解答疑惑。为了平息观众的恐慌情绪，三人强调第三轮人鲨冲突不太可能发生。尽管如此，三人中的唯一一位鱼类学家尼科尔斯还是警告泳客不要远离海岸，留在第一次袭击后公共海滩用网围起来的沐浴区。

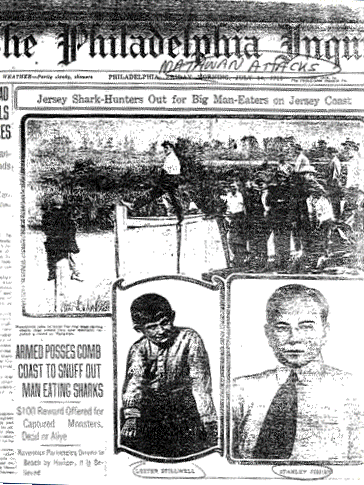
《費城詢問報》对马塔万事件的的报告公布了斯坦利·费舍尔（右下）和莱斯特·斯迪威尔的照片

事件发生后，中大西洋州份目击鲨鱼的报告有所增加。7月8日，春溪摩托艇武装巡防队被动物追逐，对方被认为是鲨鱼；阿斯伯里帕克阿斯伯里大道沙滩（Asbury Avenue Beach）因救生员本杰明·埃弗林厄姆（Benjamin Everingham）声称用船桨击退12英尺（4）长的鲨鱼后被关闭。鲨鱼还出现在新泽西州貝永附近海域、纽约州洛基角、康涅狄格州布里奇波特、佛罗里达州杰克逊维尔和阿拉巴马州莫比尔。《大疆大海》专栏作家在天堂沙滩冲浪捕捉到一头鉛灰真鯊。马塔万事件后不久，演员格特露德·霍夫曼在康尼岛游泳时遇到一条鲨鱼。《纽约时报》指出，霍夫曼当时会想起自己在《时报》上读过一篇文章，说有位沐浴者溅起水花吓退了鲨鱼，所以就疯狂拍打水面。霍夫曼刚开始确信自己要被“泽西食人鲨”吞噬，但后来承认自己“不知道到底有没有遇上问题，还是说自己侥幸逃脱了”。
新泽西州当地政府采取措施，在食人鲨事件影响下保护游客和经济。阿斯伯里帕克的第四大道沙滩（Fourth Avenue Beach）筑起了钢丝围网，派遣武装摩托艇巡防。埃弗林厄姆事件发生后，只有一处沙滩维持开放。斯迪威尔、费舍尔和邓恩遇袭后，马塔万镇的居民在小溪上排成一排，出动渔网和炸药抓鲨鱼。镇长阿里斯·B·亨德森（Arris B. Henderson）下令《马塔万日报》（Matawan Journal）印刷悬赏海报，奖励杀死鲨鱼的人100美金（2024为2,900）。尽管出动了大批人马，还是一无所获。
泽西海岸的度假村向联邦政府请愿，希望地方出手帮助保护沙滩、围猎鲨鱼。美国众议院划拨5000美元（2024为140000），用于根除新泽西的鲨鱼威胁。美国总统伍德罗·威尔逊与内阁召开会议，商讨应付措施。财政部长威廉·吉布斯·麦卡杜建议海岸警卫队动员巡逻泽西海岸，保护日光浴者。随后新泽西州和纽约州的沿岸地区纷纷上演捕鲨运动，据《亚特兰大宪法报》7月14日报道，“负责猎杀的武装人士乘摩托艇在纽约和新泽西的海岸巡逻，其他人在海滩上排成一排，齐心协力消灭食人鲨”。新泽西州州长詹姆斯·费尔曼·菲尔德和市政当局宣布奖赏参与猎鲨的人。事发后，上百头鲨鱼在美国东岸被捕。东岸猎鲨行动被誉为“有史以来规模最大的动物狩猎行动”。

## 食人鲨身份
第二起事件发生后，科学家和公众开始提出理论，解释哪一种鲨鱼造成泽西海岸的攻击事件，或者说是不是有好几种鲨鱼参与其中。
卢卡斯和尼科尔斯认为一条向北游的流氓鲨鱼造成事件，觉得这条鲨鱼最终会抵达纽约海岸，“除非鲨鱼途径港口区，之后向北游经地狱门和長島灣，否则我觉得它会沿着長島南岸游向入海口，抵达牙买加湾”。

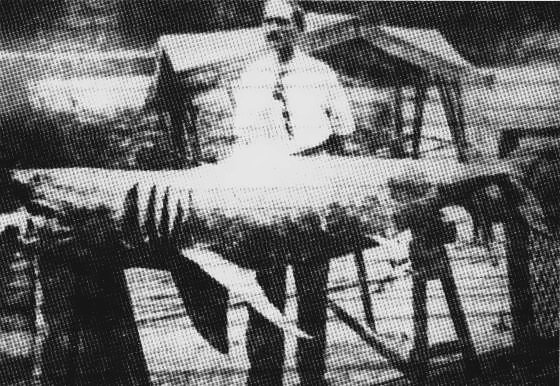
《布朗克斯家庭新闻》（Bronx Home News）刊登德裔美国人迈克尔·施莱瑟（Michael Schleisser）在拉里坦湾抓获“泽西食人鲨”的报道

沙滩天堂事件的目击者估计鲨鱼有9英尺（3）长，其中一位船长认为它是几十年前美西战争期间因爆炸被赶出加勒比海的西班牙鲨鱼。几位渔民声称在事发几天后抓获“泽西食人鲨”。一条大青鲨于7月14日在长枝附近被抓获，四天后托马斯·科特雷尔在马塔万溪捕获，当时托马斯声称自己用流刺網在小溪口处抓了鉛灰真鯊。
7月14日，纽约哈莱姆动物标本制作师、玲玲马戏团驯狮员迈克尔·施莱瑟在拉里坦湾捕鱼时抓获一条7.5英尺（2.3）长、325磅（147）重的鲨鱼，位置在马塔万溪溪口几英里处。当时鲨鱼几乎要把船弄沉，还好施莱瑟用断掉的船桨杀了他。他剖开鲨鱼的腹部，取出“可疑的肉和骨头”，后者装满“牛奶箱大约三分之二的空间”，“共重15磅”。科学家认为这条鲨鱼是年幼的大白鲨，其所消化的物质属于人体残余物。施莱瑟将鲨鱼裱了起来，放在曼哈顿百老汇的橱窗边展出，但后来不见了。唯一留存的照片由《布朗克斯家庭新闻》刊出。
在这之后，泽西海滩整个夏天再也没有鲨鱼袭击事件报告。墨菲和卢卡斯宣称那条大白鲨就是“泽西食人鲨”。
部分人觉得当中有疑点，提出了不同的说法，其中一个认为罪魁祸首不是鲨鱼，其余观点则认为事件是眼下第一次世界大战的影响。
在写给《纽约时报》的信中，来自长岛最远端135英里（217）处峡滩的布雷特·P·史密斯（Barrett P. Smith）写道：
怀着极大的兴趣拜读完贵报上有关纽约州春湖镇死亡事件的说法，鄙人斗胆提出迥然不同的鲨鱼理论。科学家认为罪魁祸首极不可能是鲨鱼，许多人又觉得袭击事件更可能由海龟制造。科学家花很多时间待在海上及岸边，好几次看到足以造成类似伤口的大海龟。这些生物性情暴躁，一看到有人接近就会生气，变得非常危险。普通观点认为布鲁德很可能激怒了在水面附近或上面睡觉的海龟。
另一封写给《纽约时报》的信则把鲨鱼出没归咎于德国在美国东海岸附近演习U型潜艇。写信的匿名人士表示：“这些鲨鱼可能吞噬了来自德国战场海域的人体，一路跟着遠洋定期船或是德国号潜艇来到东海岸，希望碰上通常溺水死亡的男人、女人和孩子。”文章结尾写道：“这恰好解释了他们的大胆作风及对人肉的渴望”。
一个世纪过去了，研究人员仍未就墨菲和卢卡斯的调查发现达成共识。理查德·G·费尔尼科拉（Richard G. Fernicola）发布两项关于事件的研究，表示“新泽西袭击事件背后有诸多说法”，完全没有一个定论。支持墨菲和卢卡斯的研究人员包括托马斯·海姆（Thoms Helm）、哈罗德·W·麦考密克（Harold W. McCormick）、托马斯·B·艾伦、威廉·扬（William Young）、让·坎贝尔·巴特勒（Jean Campbell Butler）和迈克尔·卡普佐（Michael Capuzzo）。
然而根据美国国家地理学会2002年的一份报告，“部分专家认为大白鲨可能不是鲨鱼攻击事件的元凶。有些人说这些报告事件（包括电影《大白鲨》原型、知名的1916年新泽西鲨鱼袭击事件）背后的真正原因可能是鲜为人知的公牛鲨”。
生物学家乔治·A·拉诺和理查德·埃利斯认为公牛应该就是元凶。公牛鲨从海洋游入淡水河流和溪流，袭击了世界各地的人。在《鲨鱼袭击人类》（Sharks: Attacks on Man，1975年）一书中，拉诺写道：
马塔万溪袭击事件最令人意外的一个地方是小溪与开放水域的距离。本书其他地方记载了伊朗阿瓦士（大海上游90英里（140）的地方）的人鲨互动，有据可查。也应该注意的是，尼加拉瓜湖的淡水中也有鲨鱼生活。1944年，有人设立赏金奖励杀死淡水鲨鱼的人，说它们“最近杀害、重伤在湖里游泳的人”。
伊利斯认为，大白鲨是“海洋物种，加上施莱瑟的鲨鱼在海上抓到，所以至少可以说鲨鱼在潮汐小溪游泳是不寻常的，甚至是不可能的。另一方面，公牛鲨可以灵活驾驭淡水环境，以气势汹汹的好斗天性人尽皆知。”他承认公牛鲨不是纽泽西水域的常见物种，但比大白鲨出现得更频繁。
在接受迈克尔·卡普佐采访时，鱼类学家乔治·H·伯吉斯推测涉事物种“会一直受到怀疑，可能会继续引发激烈的辩论”。不过他没有否认大白鲨的作用：
之所以这么多人认为是大白鲨，乃是事发地马塔万溪属于半咸水或淡水，是公牛鲨一般会选择的栖息地，也是大白鲨会避开的地方。然而我们检查过这个地方，发现“小溪”的宽度、深度和鹽度接近于海洋港湾，小白鲨显然可以进入。由于事发后不久有一条大小适中的鲨鱼被捕获，其胃部有人类的遗骸（后续没有事件发生），这条鲨鱼至少与马塔万的死亡事件有关。而根据事件时间及位置顺序判断，先前袭击中的鲨鱼很可能是同一条。
1916年的袭击后来被列入国际鲨鱼袭击档案，由伯吉斯以大白鲨袭击受害者的身份管理。
水中人类增加也被证明是事件的诱因：“随着全球人口逐年增加，人们对水上休闲活动的兴趣也逐步上升，以至于入水人数深刻影响鲨鱼袭击的次数，不管是哪一年，不管是哪个地区。”然而，只有一只鲨鱼涉事的说法也有争议。根据卢卡斯和墨菲1916年呈现的证据，维克多·M·科普森（Victor M. Coppleson）及让·巴特勒（Jean Butler）等科学家断言涉事的鲨鱼只有一条。另一方面，理查德·费尔尼科拉（Richard Fernicola）认为1916年是“鲨鱼的大年”，美国中大西洋州份报告了上百起鲨鱼和船长看到鲨鱼出没的事件。伊利斯认为外界“用我们知道的事实去迎合‘流氓鲨鱼’论调，将耸人听闻和可信度拉出合理范围之外”。他承认证据早已不复存在，“我们不用不会知道涉事的是一条鲨鱼还是几条，是一个物种还是几个”。
2011年，史密森尼频道发布调查纪录片《真实故事：鲨鱼》（The Real Story: Jaws），多角度深入探寻一连串的事件。其中针对马塔万小溪的袭击事件，影片认为事发日正逢月亮周期中的满月，溪水涨潮前几个小时的盐度会增加一倍以上。而约瑟夫·邓恩的伤势表明这类咬伤更可能是公牛鲨造成的，而不是大白鲨，所以部分人相信五起事件中的鲨鱼不止一条。

## 对科学界的影响
在1916年以前，美国学界质疑美国东北部温带水域的鲨鱼在没有被挑衅的情况下会攻击活人。其中一位持怀疑态度的科学家认为“被鲨鱼袭击和被鲨鱼咬伤之间有很大的不同”，鲨鱼可能会因为被网缠住或遭喂食腐肉而故意咬伤周遭的人类。1891年，亿万身家的银行家兼冒险家赫尔曼·奥尔里希斯就一名男子于北卡罗来纳州哈特拉斯角以北地区遭遇鲨鱼袭击的事件，在《纽约太阳报》上悬赏500美金，希望证明“活着的男人、女人或小孩会在温带水域遭遇鲨鱼袭击”，最终无人兑现。科学家仍然相信美国东海岸上部居住者人畜无害的鲨鱼。

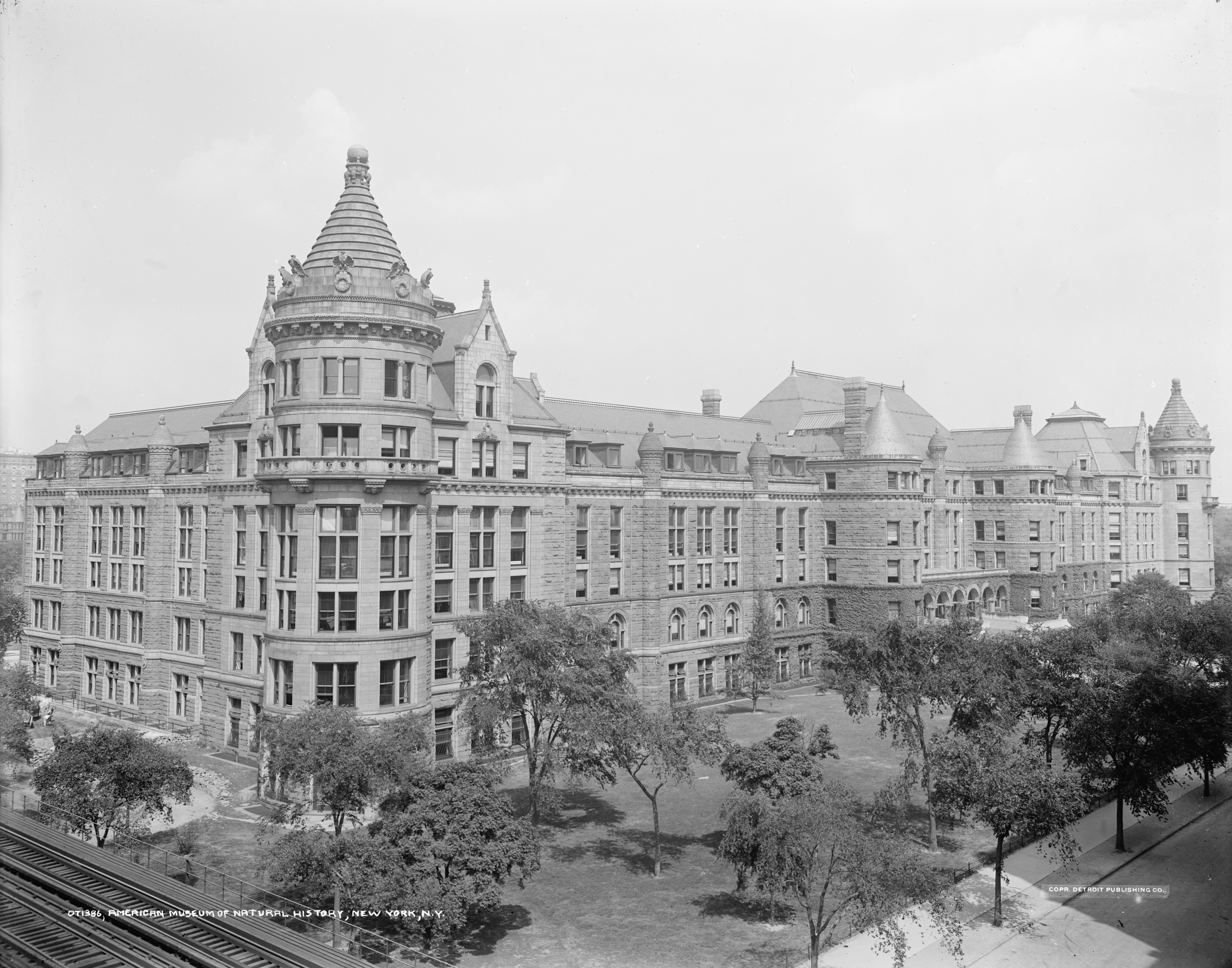
纽约美國自然史博物館的顶尖科学家就1916年泽西海岸袭击事件的前因后果进行辩论

学界对鲨鱼重伤人类表示怀疑。费城德雷塞尔大学自然科学院鱼类学家亨利·威德·福勒和策展人亨利·斯金纳（Henry Skinner）认为鲨鱼的颌骨不具备一口咬断人腿的力量。美國自然史博物館馆长弗雷德里克·卢卡斯（Frederic Lucas）质疑长达30英尺（9米）的大鲨鱼是否能折断人骨。1916年初，他告诉《费城询问报》：“就算是体型最大的噬人鲨，也不可能有咬断成人男子腿的力量。”他用奥尔里希斯无人兑现的赏金作总结，认为人被鲨鱼咬伤的概率比被闪电劈中要低非常多，所以“我们两个海岸的鲨鱼实质上不存在袭击人的风险”。
然而泽西海岸的袭击世嘉出现后，美国的科学家纷纷一改先前鲨鱼胆小无能的假设。1916年7月，美国国家地理学会的编辑休·麦考密克·史密斯在《纽瓦克星鹰报》发表文章，称部分种类的鲨鱼“像鸽子那样人畜无害，其他则是凶猛的化身”。他认为，“其中最为惊人（也许也是最为可怕的）是食人的大白鲨。大白鲨漫游于各个温带和热带海域，所到之处无不叫人闻风丧胆。当中体型最大者可达40英尺（12.19米），獠牙可达3英寸（76毫米）。”
到1916年7月底，约翰·尼科尔斯和罗伯特·墨菲看待大白鲨的目光变得审慎。在《科学美国人》杂志中，墨菲说“大白鲨或许是所有已知鲨鱼中最为罕见的......他们的习性鲜为人知，据说某种程度上以大海龟为食......从身体构造上看，它会毫不犹豫地攻击开放水域的人。”他总结道：“很明显，重大两三百磅、体型相对较小的大白鲨会在咬穿肉体之后猛烈抽搐，把人体骨骼最大的那块折断。”
墨菲和尼科尔森在1916年10月的文章中写道：
鲨鱼的体型透出一种特别凶险的感觉。每到夏日时分，他用黝黑、瘦削的背鳍懒洋洋地在波光粼粼的海面上划出之字，透出邪恶的感觉。他那没有下巴的脸虎视眈眈着一切，大嘴巴有两排刀一样的牙齿，非常了解如何用牙齿摆弄渔夫的装备。最终时刻到来之时，他用无情的愤怒猛击船甲板，撕咬他的敌人。他很坚韧，很野蛮，毫无生气，对身体伤害不敏感，不像人那样钦佩于潇洒、聪明、具破坏性、美味的扁鰺、鮪魚或鮭魚。
马塔万袭击事件过后，弗雷德里克·卢卡斯（Frederic Lucas）在《纽约时报》头版承认自己低估了鲨鱼。报纸表示：“本国最为权威的鲨鱼专家曾公开质疑鲨鱼袭击过人类，直至最近的案件改变了他的看法。”尼克尔斯后来在生物调查“纽约附近的鱼（1918年），Carcharodon carcharias（拉丁名，大白鲨），“食人鲨”，夏天的意外，1916年6月到7月14日”中记载大白鲨出现的事件。

## 文化影响
1916年泽西海岸袭击事件出现后，人们不再像以前那样认为鲨鱼人畜无害，舆论的钟摆也转向另一极端，迅速将鲨鱼视作食人机器和无畏无情的杀手。
第一起事件发生后，政治漫画家开始用鲨鱼讽刺政治人物、U型潜艇、维多利亚时代道德观念及服饰、脊髓灰质炎及当时席卷东北部的致命热浪。费尔尼科拉指出，“从1916年开始，美国人试图摆脱维多利亚时代的死板风气及保守主义态度，漫画家画了一件有伤风化的波点泳衣，标榜它是游泳者赶走鲨鱼的秘密武器。”另一位漫画家画了“一个被激怒的人站在挂有‘危险！禁止游泳’标语的码头末端，提到当时最‘危险’的话题是小儿麻痹症（脊髓灰质炎）、致命热浪和大海里的鲨鱼”。这幅漫画题为“居家男人要怎么办？”（What's a Family Man to Do?）。1916年时值第一次世界大战爆发，美国愈发不信任德国，漫画家把鲨鱼描绘成有嘴有背鳍的U型潜艇进犯着水里的山姆大叔。
1974年，作家彼得·本奇利出版小说《大白鲨》，讲述一条流氓大白鲨震慑了虚构的长滩滨海社区和睦小镇（Amity），咬死了四个人，警察局长马丁·布罗迪（Martin Brody）、生物学家马特·胡珀（Matt Hooper）、渔民昆特（Quint）奉命前去猎杀。小说后来于1975年被改编成同名电影，由斯蒂芬·斯皮尔伯格执导。电影提到了1916年的事件，布罗迪（罗伊·谢德饰）和胡珀（李察·德雷福斯饰）敦促和睦小镇镇长范恩（Vaughn，默里·汉密尔顿饰）在7月4日那天关闭沙滩，避免再次出现两名游泳者和一名渔民死亡的事件。胡珀向镇长解释道：“要知道，情况明显就是大白鲨来占领和睦岛的水域，只要水里食物，它就会一直等待投喂。”布罗迪补充道：“他做事情没下限的。我们已经出了三个事故了，一个礼拜有两个人死了。会再次发生的，之前就发生了！就在泽西海滩！1916年！五个人冲浪的时候被吞了！”理查德·埃利斯、理查德·费尔尼科拉和迈克尔·卡普佐认为这一幕是在指泽西海岸的袭击、科普森的流氓鲨鱼理论及启发本奇利的纽约渔民弗兰克·蒙多的功绩。袭击事件也出现在本奇利的小说《白鲨》中。
袭击事件也成为三个研究的对象，分别是理查德·费尔尼科拉的《寻找泽西食人鲨》（In Search of the "Jersey Man-Eater"，1987）和《恐怖12天》（2001），以及迈克尔·卡普佐的《海岸的附近》（2001）。卡普佐以戏剧化形式深入调查事件，费尔尼科拉研究了袭击的科学、医学和社会方面。历史频道根据费尔尼科拉的调查制作纪录片《历史大搜索》（In Search of History）的一集《1916年鲨鱼袭击》（"Shark Attack 1916"），探索频道用他的调查制作文献纪录片《恐怖12天》（2004）。费尔尼科拉也亲自撰写执导90分钟纪录片《追踪泽西食人鲨》（Tracking the Jersey Man-Eater），由乔治海洋图书馆（George Marine Library）1991年制作。然而片子未大规模发行。
国家地理频道也根据马塔万的事件制作纪录片《神秘鲨鱼袭击事件》（Attacks of the Mystery Shark，2002），研究公牛鲨杀死斯坦利·费舍尔和莱斯特·史迪威的可能性。探索頻道制作了《水中的血》（2009）、《岸边的东西》（Shore Thing，2009，洛瓦里（Lovari）和詹姆斯·希尔（James Hill））。史密森尼频道制作《真实故事：鲨鱼》（2011）。

## 延伸阅读
- Capuzzo, Michael. "Close to Shore: A True Story of Terror in an Age of Innocence". New York. Broadway Books, 2001. ISBN 978-0-7679-0413-1.
- Fernicola, Richard G. In Search of the "Jersey Man-Eater": An Exhaustive Investigation of the Infamous Shark Attacks that Plagued the New Jersey Shore during the Summer of 1916. Deal, N.J.: George Marine Library, 1986. OCLC 16678080
- Fleming, Thomas J. New Jersey: A History. New York: W. W. Norton, 1984. ISBN 0-393-30180-X.
- Genovese, Peter. The Jersey Shore Uncovered: A Revealing Season on the Beach. New Brunswick, New Jersey: Rutgers University Press, 2003. ISBN 0-8135-3315-5.
- Henderson, Helen. Matawan and Aberdeen: Of Town and Field. Charleston, S.C.: Arcadia Publishing, 2003. ISBN 0-7385-2403-4.
- May, Nathaniel. Shark: Stories of Life and Death from the World's Most Dangerous Waters. New York: Thunder's Mouth Press, 2002. ISBN 1-56025-397-5.
- Nichols, John T. Fishes of the vicinity of New York city （页面存档备份，存于）, by John Treadwell Nichols, with an introduction by William K. Gregory. New York, Printed at the Museum, 1918.  https://www.biodiversitylibrary.org/bibliography/1951 （页面存档备份，存于）.
- Stansfield, Charles A., Jr. Vacationing on the Jersey Shore: The Past and Present, with a Guide to the Beach Resorts. Mechanicsburg, Penn.: Stackpole Books, 2004. ISBN 0-8117-2970-2.